# Brzeźno (Szczecinek)
Brzeźno (deutsch Briesen, früher auch Briesenburg) ist ein Dorf in der polnischen Woiwodschaft Westpommern. Es gehört zur Stadt- und Landgemeinde Szczecinek (Neustettin) im Powiat Szczecinecki (Neustettiner Kreis).

## Geographische Lage
Das Dorf liegt in Hinterpommern, nördlich des Veltow-Sees, am großen Briesen-See, etwa 15 Kilometer nordnordwestlich von Neustettin und sieben Kilometer westnordwestlich von Sparsee (Spore). 

## Geschichte
Als die Familie Hertzberg in einem Tausch- und Kaufvertrag 1665 alle ihre Grundstücke in Lottin und Herzberg an den Amtshauptmann Gert Wedig von Glasenapp erblich abtrat, erhielt sie dafür: a) das Gut Briesenburg ohne die Glashütte, b) die freie Nebenfischerei auf dem großen und kleinen Briesen-See mit Klippennetzen und Reusen, c) drei Höfe in Kussow sowie d) freie Holzung auf der Feldmark Briesenburg. Briesen gelangte später wieder in den Besitz der Glasenapp, und am 28. Januar 1767 besaß es Otto Heinrich von Glasenapp. Nach dem Vergleich vom 27. Oktober 1767 kam das Gut Briesen erblich an den Kammerherrn Andreas Wedig von Zastrow, der am 31. Dezember 1773 die Allodifizierung erwirken konnte.
Um 1857 gehörte das Allodial-Rittergut Briesen mit Phillips- und Ludwigshütten Theodor Deetz, der es seit 1848 in Besitz hatte.
Im Jahr 1865 erhob der preußische Fiskus im Gutsbezirk Briesen eine Grundsteuer in Höhe von 84 Reichstalern, zwanzig Silbergroschen und drei Pfennigen.
Das Rittergut Briesen mit Ziegelei besaß um 1892 und noch 1896 die Familie Schröder-Richter.
Am 1. April 1927 war Briesen nicht mehr in der Liste der pommerschen Gutsbezirke verzeichnet.
Die Gemeinde Briesen hatte um 1930 eine Flächengröße von 5,1 km². In der Gemarkung des Orts standen insgesamt 28 bewohnte Wohnhäuser an zwei verschiedenen Wohnstätten:
- Briesen
- Ziegelei

Im Jahr 1945 gehörte die Landgemeinde Briesen zum Landkreis Neustettin im Regierungsbezirk Köslin der preußischen Provinz Pommern des Deutschen Reichs. Briesen war dem Amtsbezirk Wurchow zugeordnet. 
Im Frühjahr 1945 wurde Briesen von der Roten Armee besetzt. Nach Beendigung der Kampfhandlungen wurde die Region seitens der sowjetischen Besatzungsmacht zusammen mit ganz Hinterpommern und der südlichen Hälfte Ostpreußens der Volksrepublik Polen zur Verwaltung überlassen. Es wanderten nun Polen zu. Briesen wurde unter der Ortsbezeichnung ‚Brzeźno‘ verwaltet. In der Folgezeit wurde die einheimische Bevölkerung von der polnischen Administration aus Briesen vertrieben.

### Demographie
| Jahr | Einwohner | Anmerkungen |
| ---- | --------- | --- |
| 1783 | —         | zum adeligen Dorf Valm gehöriges Vorwerk, im Besitz der Familie Zastrow befindlich, ehemaliges Lehen der Familie Glasenapp |
| 1818 | 11        | Vorwerk, adelige Besitzung                                                                                                 |
| 1825 | 11        | zur Ortschaft Valm gehöriges Vorwerk                                                                                       |
| 1852 | 71        | Gut |
| 1864 | 114       | am 3. Dezember, Gutsbezirk                                                                                                 |
| 1867 | 110       | am 3. Dezember, Gutsbezirk                                                                                                 |
| 1871 | 115       | am 1. Dezember, Gutsbezirk (114 Evangelische und ein Katholik)                                                             |
| 1885 |           | am 1. Dezember, davon elf in der Landgemeinde (sämtlich Evangelische) und 286 im Gutsbezirk (sämtlich Evangelische)        |
| 1910 | 127       | am 1. Dezember, Gutsbezirk                                                                                                 |
| 1925 | 160       | davon 159 Evangelische und ein Katholik                                                                                    |
| 1933 | 127       | [ 17 ] |
| 1939 | 114       | [ 17 ] |

## Religionen
Die bis 1945 anwesenden Dorfbewohner waren mit gelegentlichen Ausnahmen evangelisch und gehörten zu dem Kirchspiel Sparsee.